# Eleições autárquicas de 2013 em Setúbal
As eleições autárquicas de 2013 serviram para eleger os membros dos diferentes órgãos do poder local no Concelho de Setúbal.
Os resultados deram nova vitória e maioria absoluta à Coligação Democrática Unitária, e à sua candidata Maria das Dores Meira, mantendo assim uma câmara, conquistada pela CDU, em 2001.

## Listas e Candidatos
| Lista | Lista                                 | Candidato             |
| ----- | ------------------------------------- | --------------------- |
|       | Coligação Democrática Unitária        | Maria das Dores Meira |
|       | Partido Socialista                    | João Ribeiro          |
|       | PSD-CDS                               | Luís Rodrigues        |
|       | Bloco de Esquerda                     | Mariana Aiveca        |
|       | Partido pelos Animais e pela Natureza | Luís Teixeira         |
|       | PCTP/MRPP                             | Duarte Jesuíno        |

## Resultados Oficiais
Os resultados para os diferentes órgãos do poder local no Concelho de Setúbal foram os seguintes:

### Câmara Municipal
| Partido                 | Partido                               | Votos   | %               | +/-  | Vereadores | +/-     |
| ----------------------- | ------------------------------------- | ------- | --------------- | ---- | ---------- | ------- |
|                         | Coligação Democrática Unitária        | 16 801  | 41,93 / 100,00  | 3,10 | 6 / 11     | 1       |
|                         | Partido Socialista                    | 10 583  | 26,41 / 100,00  | 3,40 | 4 / 11     | 1       |
|                         | PSD-CDS                               | 5 150   | 12,85 / 100,00  | -    | 1 / 11     | -       |
|                         | Bloco de Esquerda                     | 2 267   | 5,66 / 100,00   | 0,43 | 0 / 11     | Estável |
|                         | Partido pelos Animais e pela Natureza | 1 132   | 2,83 / 100,00   | Novo | 0 / 11     | Novo    |
|                         | PCTP/MRPP                             | 986     | 2,46 / 100,00   | 1,04 | 0 / 11     | Estável |
| Votos Inválidos         | Votos Inválidos                       | 3 147   | 7,85 / 100,00   | 5,02 |            |         |
| Total                   | Total                                 | 40 066  | 100,00 / 100,00 |      | 11 / 11    | 2       |
| Eleitorado/Participação | Eleitorado/Participação               | 103 448 | 38,73 / 100,00  | 8,89 |            |         |

### Assembleia Municipal
| Partido                 | Partido                        | Votos   | %               | +/-  | Deputados | +/- |
| ----------------------- | ------------------------------ | ------- | --------------- | ---- | --------- | --- |
|                         | Coligação Democrática Unitária | 16 076  | 40,13 / 100,00  | 3,70 | 15 / 33   | 4   |
|                         | Partido Socialista             | 11 308  | 28,23 / 100,00  | 0,88 | 10 / 33   | 2   |
|                         | PSD-CDS                        | 5 971   | 14,91 / 100,00  | -    | 5 / 33    | -   |
|                         | Bloco de Esquerda              | 3 089   | 7,71 / 100,00   | 0,22 | 3 / 33    | 1   |
| Votos Inválidos         | Votos Inválidos                | 3 613   | 9,01 / 100,00   | 6,06 |           |     |
| Total                   | Total                          | 40 057  | 100,00 / 100,00 |      | 33 / 33   | 6   |
| Eleitorado/Participação | Eleitorado/Participação        | 103 448 | 38,72 / 100,00  | 8,90 |           |     |

### Assembleias de Freguesia
| Partido                 | Partido                        | Votos   | %               | +/-  | Presidentes | Mandatos | +/-     |
| ----------------------- | ------------------------------ | ------- | --------------- | ---- | ----------- | -------- | ------- |
|                         | Coligação Democrática Unitária | 15 168  | 37,86 / 100,00  | 1,28 | 4 / 5       | 35 / 71  | 10      |
|                         | Partido Socialista             | 11 006  | 27,47 / 100,00  | 0,92 | 0 / 5       | 21 / 71  | 8       |
|                         | PSD-CDS                        | 5 261   | 13,13 / 100,00  | -    | 0 / 5       | 7 / 71   | -       |
|                         | Grupo de Cidadãos              | 2 797   | 6,98 / 100,00   | 3,33 | 1 / 5       | 6 / 71   | Estável |
|                         | Bloco de Esquerda              | 2 570   | 6,41 / 100,00   | 0,23 | 0 / 5       | 2 / 71   | 1       |
| Votos Inválidos         | Votos Inválidos                | 3 263   | 8,15 / 100,00   | 5,03 |             |          |         |
| Total                   | Total                          | 40 065  | 100,00 / 100,00 |      | 5 / 5       | 71 / 71  | 29      |
| Eleitorado/Participação | Eleitorado/Participação        | 103 448 | 38,73 / 100,00  | 8,91 |             |          |         |

## Resultados por Freguesia

### Câmara Municipal
| Freguesia                          | %     | %     | %        | %    | %    | %    | Votantes |
| Freguesia                          | CDU   | PS    | PSD -CDS | BE   | PAN  | PCTP | Votantes |
| ---------------------------------- | ----- | ----- | -------- | ---- | ---- | ---- | -------- |
| Azeitão (São Lourenço e São Simão) | 36,46 | 22,23 | 18,39    | 6,27 | 4,03 | 1,68 | 6 846    |
| Gâmbia-Pontes-Alto da Guerra       | 51,49 | 23,72 | 7,74     | 3,87 | 1,44 | 4,47 | 2 146    |
| Setúbal                            | 39,03 | 26,74 | 16,32    | 5,29 | 2,60 | 2,40 | 13 614   |
| Sado                               | 57,18 | 23,14 | 5,35     | 4,00 | 1,18 | 2,61 | 2 373    |
| São Sebastião                      | 43,28 | 28,92 | 9,12     | 6,23 | 2,94 | 2,56 | 15 087   |
| Setúbal                            | 41,93 | 26,41 | 12,85    | 5,66 | 2,83 | 2,46 | 40 066   |

#### Azeitão
| Partido                 | Partido                               | Votos  | %               | +/-  |
| ----------------------- | ------------------------------------- | ------ | --------------- | ---- |
|                         | Coligação Democrática Unitária        | 2 496  | 36,46 / 100,00  | 0,95 |
|                         | Partido Socialista                    | 1 522  | 22,23 / 100,00  | 3,91 |
|                         | PSD-CDS                               | 1 259  | 18,39 / 100,00  | -    |
|                         | Bloco de Esquerda                     | 429    | 6,27 / 100,00   | 0,62 |
|                         | Partido pelos Animais e pela Natureza | 276    | 4,03 / 100,00   | Novo |
|                         | PCTP/MRPP                             | 115    | 1,68 / 100,00   | 0,08 |
| Votos Inválidos         | Votos Inválidos                       | 749    | 10,94 / 100,00  | 7,38 |
| Total                   | Total                                 | 6 846  | 100,00 / 100,00 |      |
| Eleitorado/Participação | Eleitorado/Participação               | 14 876 | 46,02 / 100,00  | 8,55 |

#### Gâmbia - Pontes - Alto da Guerra
| Partido                 | Partido                               | Votos | %               | +/-  |
| ----------------------- | ------------------------------------- | ----- | --------------- | ---- |
|                         | Coligação Democrática Unitária        | 1 105 | 51,49 / 100,00  | 6,51 |
|                         | Partido Socialista                    | 509   | 23,72 / 100,00  | 2,79 |
|                         | PSD-CDS                               | 166   | 7,74 / 100,00   | -    |
|                         | PCTP/MRPP                             | 96    | 4,47 / 100,00   | 0,89 |
|                         | Bloco de Esquerda                     | 83    | 3,87 / 100,00   | 1,00 |
|                         | Partido pelos Animais e pela Natureza | 31    | 1,44 / 100,00   | Novo |
| Votos Inválidos         | Votos Inválidos                       | 156   | 7,27 / 100,00   | 4,40 |
| Total                   | Total                                 | 2 146 | 100,00 / 100,00 |      |
| Eleitorado/Participação | Eleitorado/Participação               | 4 671 | 45,94 / 100,00  | 9,70 |

#### Setúbal
| Partido                 | Partido                               | Votos  | %               | +/-   |
| ----------------------- | ------------------------------------- | ------ | --------------- | ----- |
|                         | Coligação Democrática Unitária        | 5 314  | 39,03 / 100,00  | 5,32  |
|                         | Partido Socialista                    | 3 640  | 26,74 / 100,00  | 3,49  |
|                         | PSD-CDS                               | 2 222  | 16,32 / 100,00  | -     |
|                         | Bloco de Esquerda                     | 720    | 5,29 / 100,00   | 0,44  |
|                         | Partido pelos Animais e pela Natureza | 354    | 2,60 / 100,00   | Novo  |
|                         | PCTP/MRPP                             | 327    | 2,40 / 100,00   | 1,03  |
| Votos Inválidos         | Votos Inválidos                       | 1 037  | 7,61 / 100,00   | 4,64  |
| Total                   | Total                                 | 13 614 | 100,00 / 100,00 |       |
| Eleitorado/Participação | Eleitorado/Participação               | 34 701 | 39,23 / 100,00  | 10,13 |

#### Sado
| Partido                 | Partido                               | Votos | %               | +/-  |
| ----------------------- | ------------------------------------- | ----- | --------------- | ---- |
|                         | Coligação Democrática Unitária        | 1 357 | 57,18 / 100,00  | 3,39 |
|                         | Partido Socialista                    | 549   | 23,14 / 100,00  | 5,26 |
|                         | PSD-CDS                               | 127   | 5,35 / 100,00   | -    |
|                         | Bloco de Esquerda                     | 95    | 4,00 / 100,00   | 0,03 |
|                         | PCTP/MRPP                             | 62    | 2,61 / 100,00   | 0,37 |
|                         | Partido pelos Animais e pela Natureza | 28    | 1,18 / 100,00   | Novo |
| Votos Inválidos         | Votos Inválidos                       | 155   | 6,53 / 100,00   | 4,29 |
| Total                   | Total                                 | 2 373 | 100,00 / 100,00 |      |
| Eleitorado/Participação | Eleitorado/Participação               | 4 831 | 49,12 / 100,00  | 5,43 |

#### São Sebastião
| Partido                 | Partido                               | Votos  | %               | +/-  |
| ----------------------- | ------------------------------------- | ------ | --------------- | ---- |
|                         | Coligação Democrática Unitária        | 6 529  | 43,28 / 100,00  | 2,72 |
|                         | Partido Socialista                    | 4 363  | 28,92 / 100,00  | 3,07 |
|                         | PSD-CDS                               | 1 376  | 9,12 / 100,00   | -    |
|                         | Bloco de Esquerda                     | 940    | 6,23 / 100,00   | 0,48 |
|                         | Partido pelos Animais e pela Natureza | 443    | 2,94 / 100,00   | Novo |
|                         | PCTP/MRPP                             | 386    | 2,56 / 100,00   | 1,54 |
| Votos Inválidos         | Votos Inválidos                       | 1 050  | 6,96 / 100,00   | 4,44 |
| Total                   | Total                                 | 15 087 | 100,00 / 100,00 |      |
| Eleitorado/Participação | Eleitorado/Participação               | 44 369 | 34,00 / 100,00  | 8,67 |

### Assembleia Municipal
| Freguesia                          | %     | %     | %        | %    | Votantes |
| Freguesia                          | CDU   | PS    | PSD -CDS | BE   | Votantes |
| ---------------------------------- | ----- | ----- | -------- | ---- | -------- |
| Azeitão (São Lourenço e São Simão) | 35,64 | 23,11 | 20,49    | 8,74 | 6 846    |
| Gâmbia-Pontes-Alto da Guerra       | 53,36 | 24,00 | 9,46     | 4,71 | 2 146    |
| Setúbal                            | 34,94 | 29,46 | 19,31    | 7,29 | 13 613   |
| Sado                               | 57,94 | 23,94 | 6,24     | 5,01 | 2 373    |
| São Sebastião                      | 42,17 | 30,72 | 10,54    | 8,48 | 15 079   |
| Setúbal                            | 40,13 | 28,23 | 14,91    | 7,71 | 40 057   |

#### Azeitão
| Partido                 | Partido                        | Votos  | %               | +/-  |
| ----------------------- | ------------------------------ | ------ | --------------- | ---- |
|                         | Coligação Democrática Unitária | 2 440  | 35,64 / 100,00  | 1,82 |
|                         | Partido Socialista             | 1 582  | 23,11 / 100,00  | 2,65 |
|                         | PSD-CDS                        | 1 403  | 20,49 / 100,00  | -    |
|                         | Bloco de Esquerda              | 598    | 8,74 / 100,00   | 0,49 |
| Votos Inválidos         | Votos Inválidos                | 823    | 12,02 / 100,00  | 8,33 |
| Total                   | Total                          | 6 846  | 100,00 / 100,00 |      |
| Eleitorado/Participação | Eleitorado/Participação        | 14 876 | 46,02 / 100,00  | 8,47 |

#### Gâmbia - Pontes - Alto da Guerra
| Partido                 | Partido                        | Votos | %               | +/-  |
| ----------------------- | ------------------------------ | ----- | --------------- | ---- |
|                         | Coligação Democrática Unitária | 1 145 | 53,36 / 100,00  | 5,41 |
|                         | Partido Socialista             | 515   | 24,00 / 100,00  | 3,03 |
|                         | PSD-CDS                        | 203   | 9,46 / 100,00   | -    |
|                         | Bloco de Esquerda              | 101   | 4,71 / 100,00   | 0,65 |
| Votos Inválidos         | Votos Inválidos                | 182   | 8,48 / 100,00   | 5,61 |
| Total                   | Total                          | 2 146 | 100,00 / 100,00 |      |
| Eleitorado/Participação | Eleitorado/Participação        | 4 671 | 45,94 / 100,00  | 9,70 |

#### Setúbal
| Partido                 | Partido                        | Votos  | %               | +/-   |
| ----------------------- | ------------------------------ | ------ | --------------- | ----- |
|                         | Coligação Democrática Unitária | 4 757  | 34,94 / 100,00  | 4,39  |
|                         | Partido Socialista             | 4 010  | 29,46 / 100,00  | 0,46  |
|                         | PSD-CDS                        | 2 628  | 19,31 / 100,00  | -     |
|                         | Bloco de Esquerda              | 993    | 7,29 / 100,00   | 0,64  |
| Votos Inválidos         | Votos Inválidos                | 1 225  | 9,00 / 100,00   | 5,93  |
| Total                   | Total                          | 13 613 | 100,00 / 100,00 |       |
| Eleitorado/Participação | Eleitorado/Participação        | 34 701 | 39,23 / 100,00  | 10,16 |

#### Sado
| Partido                 | Partido                        | Votos | %               | +/-  |
| ----------------------- | ------------------------------ | ----- | --------------- | ---- |
|                         | Coligação Democrática Unitária | 1 375 | 57,94 / 100,00  | 3,23 |
|                         | Partido Socialista             | 568   | 23,94 / 100,00  | 3,58 |
|                         | PSD-CDS                        | 148   | 6,24 / 100,00   | -    |
|                         | Bloco de Esquerda              | 119   | 5,01 / 100,00   | 0,21 |
| Votos Inválidos         | Votos Inválidos                | 163   | 6,87 / 100,00   | 4,40 |
| Total                   | Total                          | 2 373 | 100,00 / 100,00 |      |
| Eleitorado/Participação | Eleitorado/Participação        | 4 831 | 49,12 / 100,00  | 5,43 |

#### São Sebastião
| Partido                 | Partido                        | Votos  | %               | +/-  |
| ----------------------- | ------------------------------ | ------ | --------------- | ---- |
|                         | Coligação Democrática Unitária | 6 359  | 42,17 / 100,00  | 4,38 |
|                         | Partido Socialista             | 4 633  | 30,72 / 100,00  | 0,90 |
|                         | PSD-CDS                        | 1 589  | 10,54 / 100,00  | -    |
|                         | Bloco de Esquerda              | 1 278  | 8,48 / 100,00   | 0,18 |
| Votos Inválidos         | Votos Inválidos                | 1 220  | 8,09 / 100,00   | 5,44 |
| Total                   | Total                          | 15 079 | 100,00 / 100,00 |      |
| Eleitorado/Participação | Eleitorado/Participação        | 44 369 | 33,99 / 100,00  | 8,67 |

### Juntas de Freguesia

#### Azeitão
| Partido                 | Partido                        | Votos  | %               | Mandatos |
| ----------------------- | ------------------------------ | ------ | --------------- | -------- |
|                         | Azeitão no Coração             | 2 797  | 40,85 / 100,00  | 6 / 13   |
|                         | Coligação Democrática Unitária | 1 657  | 24,20 / 100,00  | 4 / 13   |
|                         | Partido Socialista             | 864    | 12,62 / 100,00  | 2 / 13   |
|                         | PSD-CDS                        | 717    | 10,47 / 100,00  | 1 / 13   |
|                         | Bloco de Esquerda              | 264    | 3,86 / 100,00   | 0 / 13   |
| Votos Inválidos         | Votos Inválidos                | 548    | 8,30 / 100,00   |          |
| Total                   | Total                          | 6 847  | 100,00 / 100,00 | 13 / 13  |
| Eleitorado/Participação | Eleitorado/Participação        | 14 876 | 46,03 / 100,00  |          |

#### Gâmbia- Ponte - Alto da Guerra
| Partido                 | Partido                        | Votos | %               | +/-   | Mandatos | +/-     |
| ----------------------- | ------------------------------ | ----- | --------------- | ----- | -------- | ------- |
|                         | Coligação Democrática Unitária | 1 244 | 57,97 / 100,00  | 11,21 | 7 / 9    | 1       |
|                         | Partido Socialista             | 484   | 22,55 / 100,00  | 5,97  | 2 / 9    | 1       |
|                         | PSD-CDS                        | 173   | 8,06 / 100,00   | -     | 0 / 9    | -       |
|                         | Bloco de Esquerda              | 91    | 4,24 / 100,00   | 1,76  | 0 / 9    | Estável |
| Votos Inválidos         | Votos Inválidos                | 154   | 7,17 / 100,00   | 4,35  |          |         |
| Total                   | Total                          | 2 146 | 100,00 / 100,00 |       | 9 / 9    |         |
| Eleitorado/Participação | Eleitorado/Participação        | 4 671 | 45,94 / 100,00  | 9,70  |          |         |

#### Setúbal
| Partido                 | Partido                        | Votos  | %               | Mandatos |
| ----------------------- | ------------------------------ | ------ | --------------- | -------- |
|                         | Coligação Democrática Unitária | 4 464  | 32,78 / 100,00  | 7 / 19   |
|                         | Partido Socialista             | 4 382  | 32,18 / 100,00  | 7 / 19   |
|                         | PSD-CDS                        | 2 658  | 19,52 / 100,00  | 4 / 19   |
|                         | Bloco de Esquerda              | 921    | 6,76 / 100,00   | 1 / 19   |
| Votos Inválidos         | Votos Inválidos                | 1 192  | 8,75 / 100,00   |          |
| Total                   | Total                          | 13 617 | 100,00 / 100,00 | 19 / 19  |
| Eleitorado/Participação | Eleitorado/Participação        | 34 701 | 39,24 / 100,00  |          |

#### Sado
| Partido                 | Partido                        | Votos | %               | +/-  | Mandatos | +/-     |
| ----------------------- | ------------------------------ | ----- | --------------- | ---- | -------- | ------- |
|                         | Coligação Democrática Unitária | 1 376 | 57,99 / 100,00  | 4,73 | 7 / 9    | 1       |
|                         | Partido Socialista             | 552   | 23,26 / 100,00  | 6,14 | 2 / 9    | 1       |
|                         | PSD-CDS                        | 145   | 6,11 / 100,00   | -    | 0 / 9    | -       |
|                         | Bloco de Esquerda              | 131   | 5,52 / 100,00   | 1,10 | 0 / 9    | Estável |
| Votos Inválidos         | Votos Inválidos                | 169   | 7,12 / 100,00   | 4,88 |          |         |
| Total                   | Total                          | 2 373 | 100,00 / 100,00 |      | 9 / 9    |         |
| Eleitorado/Participação | Eleitorado/Participação        | 4 831 | 49,12 / 100,00  | 5,43 |          |         |

#### São Sebastião
| Partido                 | Partido                        | Votos  | %               | +/-  | Mandatos | +/-     |
| ----------------------- | ------------------------------ | ------ | --------------- | ---- | -------- | ------- |
|                         | Coligação Democrática Unitária | 6 427  | 42,61 / 100,00  | 5,17 | 10 / 21  | 1       |
|                         | Partido Socialista             | 4 724  | 31,32 / 100,00  | 1,78 | 8 / 21   | Estável |
|                         | PSD-CDS                        | 1 568  | 10,40 / 100,00  | -    | 2 / 21   | -       |
|                         | Bloco de Esquerda              | 1 163  | 7,71 / 100,00   | 0,38 | 1 / 21   | Estável |
| Votos Inválidos         | Votos Inválidos                | 1 200  | 7,95 / 100,00   | 4,87 |          |         |
| Total                   | Total                          | 15 082 | 100,00 / 100,00 |      | 21 / 21  |         |
| Eleitorado/Participação | Eleitorado/Participação        | 44 369 | 33,99 / 100,00  | 8,71 |          |         |

#### Juntas antes e depois das Eleições
| Freguesia                    | 2009-2013   | 2009-2013                      | 2009-2013      | 2013-2009 | 2013-2009                      | 2013-2009      |
| ---------------------------- | ----------- | ------------------------------ | -------------- | --------- | ------------------------------ | -------------- |
| Azeitão                      | Não Existia | Não Existia                    | Não Existia    |           | Grupo de Cidadãos              | 40,85 / 100,00 |
| Gâmbia-Pontes-Alto da Guerra |             | Coligação Democrática Unitária | 69,18 / 100,00 |           | Coligação Democrática Unitária | 57,97 / 100,00 |
| Setúbal                      | Não Existia | Não Existia                    | Não Existia    |           | Coligação Democrática Unitária | 32,78 / 100,00 |
| Sado                         |             | Coligação Democrática Unitária | 55,26 / 100,00 |           | Coligação Democrática Unitária | 57,99 / 100,00 |
| São Sebastião                |             | Coligação Democrática Unitária | 37,44 / 100,00 |           | Coligação Democrática Unitária | 42,61 / 100,00 |